# ‘Aïn el Hadjel
‘Aïn el Hadjel är en ort i Algeriet. Den ligger i provinsen M'Sila, i den norra delen av landet, 140 km sydost om huvudstaden Alger. ‘Aïn el Hadjel ligger 544 meter över havet och antalet invånare är 42 527.
Terrängen runt ‘Aïn el Hadjel är platt.  Runt ‘Aïn el Hadjel är det ganska tätbefolkat, med 58 invånare per kvadratkilometer. Det finns inga andra samhällen i närheten. Omgivningarna runt ‘Aïn el Hadjel är i huvudsak ett öppet busklandskap.